# Палаццо Ручеллаи
Палаццо Ручеллаи (итал. Palazzo Rucellai) — палаццо (дворец) эпохи итальянского Возрождения во Флоренции, один из лучших образцов флорентийской гражданской архитектуры периода кватроченто. Находится в центре города на улице делла Винья Нуова (via della Vigna Nuova). Построен по проекту Леона Баттисты Альберти между 1446 и 1451 годами архитектором Бернардо Росселлино по заказу флорентийца, мецената эпохи Возрождения Джованни Ручеллаи (не путать с поэтом Джованни Ручеллаи).

## История
Сведения о строительстве дворца по проекту Альберти сообщает Джорджо Вазари в своих «Жизнеописаниях наиболее знаменитых живописцев, ваятелей и зодчих». Однако документов, подтверждающих этот факт не сохранилось. Существует версия о том, что автором проекта мог быть не Альберти, а Росселлино. Джованни Ручеллаи был богатым торговцем, связанным с семьёй Медичи коммерческими отношениями, а дружба и культурная близость связывала хозяина дворца и архитектора. Дворец был построен между 1446 и 1451 годами. Фасад завершён около 1465 года.
Здание до настоящего времени принадлежит семье Ручеллаи. В 1990-е годы здесь располагался Музей истории фотографии знаменитых братьев Алинари (Fratelli Alinari Fotografi Editori). 16 января 1997 года в квартире на третьем этаже этого здания произошло убийство графа Альвизе Николиса ди Робиланта, не раскрытое до сих пор.
Напротив Палаццо, согласно проекту Альберти возведена Лоджия Ручеллаи, в которой проводятся различные торжественные мероприятия, приёмы и банкеты.

## Архитектура
Считается, что Альберти проектировал дворец в качестве иллюстрации своего теоретического трактата «Десять книг о зодчестве» (De Re Aedificatoria; между 1443 и 1452 гг.). В трактате Альберти, в частности, объяснял, что архитектура должна создаваться более для демонстрации идеальных пропорций, чем красоты и пышности. И действительно, фасады дворца скомпонованы так, что напоминают учебное пособие по архитектуре. Фасады расчленены по горизонтали малыми антаблементами и венчающим карнизом в отношениях, отвечающих принципу «золотого сечения». Каждый из трёх этажей здания, наподобие ордерной суперпозиции римского Колизея, декорирован пилястрами одного из трёх ордеров: на первом этаже — тосканский (в Колизее — дорический), на втором Альберти поместил вместо ионического ордера пилястры с оригинальной капителью, разработанной им самим, а третий этаж украшает коринфский ордер в несколько упрощённом варианте.
Причём рустика из однородного плоского тёсаного камня, песчаника «мачиньо» из Пьетрафорте, пилястры и тяги даны в лёгком рельефе. В сущности, Альберти процитировал античный мотив, как бы «наложив античный ордер на плоскость стены в очень невысоком рельефе», а приёмом сграффито — углублённым контуром — вычертил его на поверхности стены, рассчитывая на игру светотени (из-за узости прилегающих улиц фасад палаццо со всех точек зрения воспринимается под углом). Такая графичность дополнительно усиливает впечатление наглядного чертежа по теории архитектурной композиции и метафоричность использования ордерной системы.
Первый этаж здания довольно необычно оформлен квадратными окнами, имеет два прямоугольных портала (ранее был один арочный). Нижняя, цокольная часть фасада дополнена по флорентийской традиции «уличной скамейкой» для горожан и мотивом косой клетки на «спинках», напоминающих древнеримскую кладку «opus reticulatum» (сеточкой).
Второй и третий этажи имеют типичные арочные венецианские окна с колонкой посередине, наличники дополнены гербами семьи Ручеллаи.
Наверху здание венчает профильный карниз на консолях. Внутри палаццо имеются монохромные росписи XV века, некоторые относят к кругу живописца Паоло Уччелло. Внутренний дворик (кортиле) дворца напоминает дворик Воспитательного дома (Оспедале дельи Инноченти) Филиппо Брунеллески и кортиле Палаццо Медичи-Риккарди.
Бернардо Росселлино, ученик и последователь Альберти, повторил почти без изменений композицию Палаццо Ручеллаи для Палаццо Пикколомини в Пиенце. Принцип ордерной декорации, разработанной Альберти (или Рoсселлино) далее развили Джулиано да Сангалло и Симоне дель Поллайоло (Кронака) в Палаццо Строцци.
Позади Палаццо Ручеллаи расположен ещё один важный памятник христианской истории и архитектуры: церковь Сан-Панкрацио.

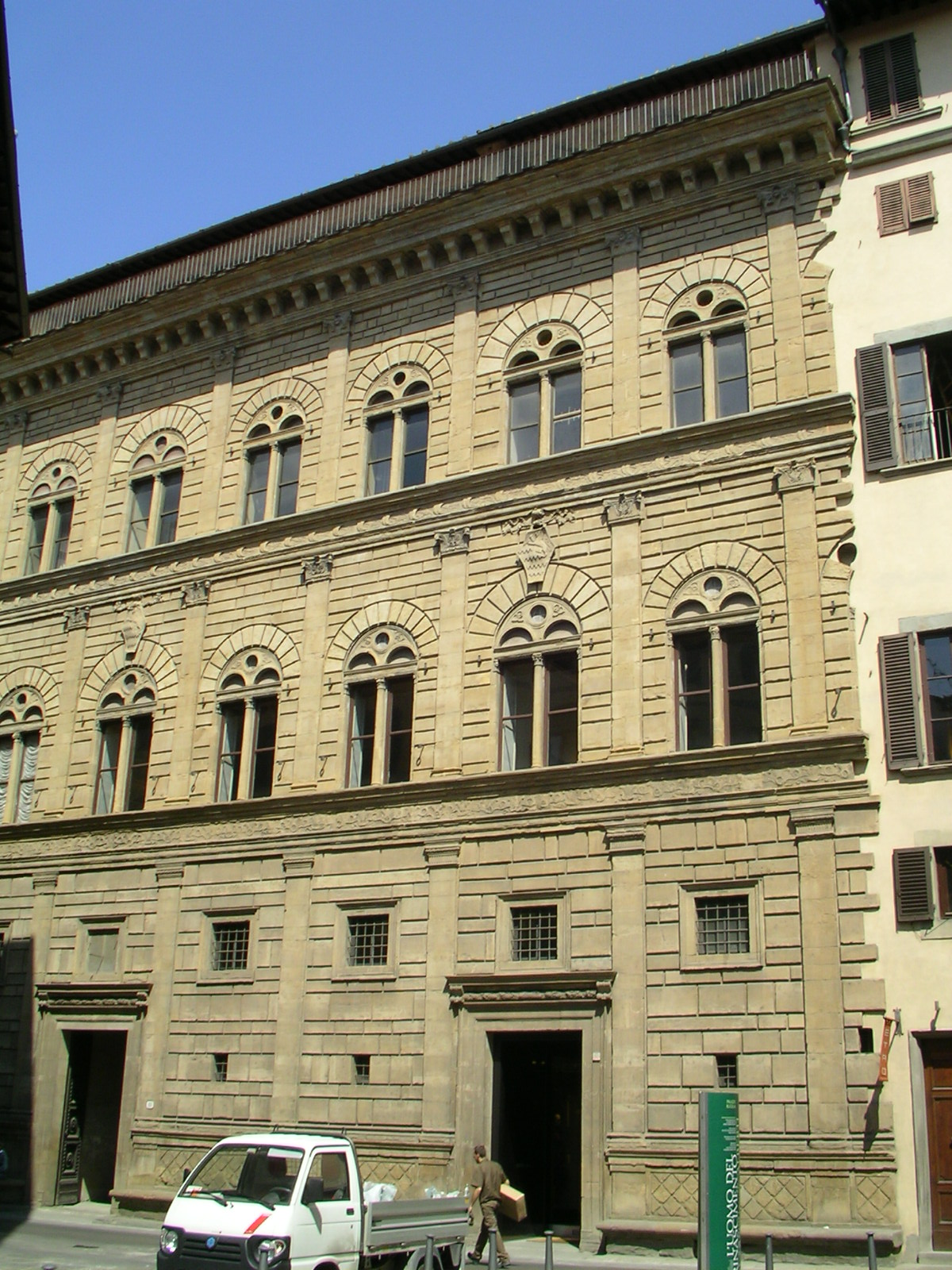
Палаццо Ручеллаи
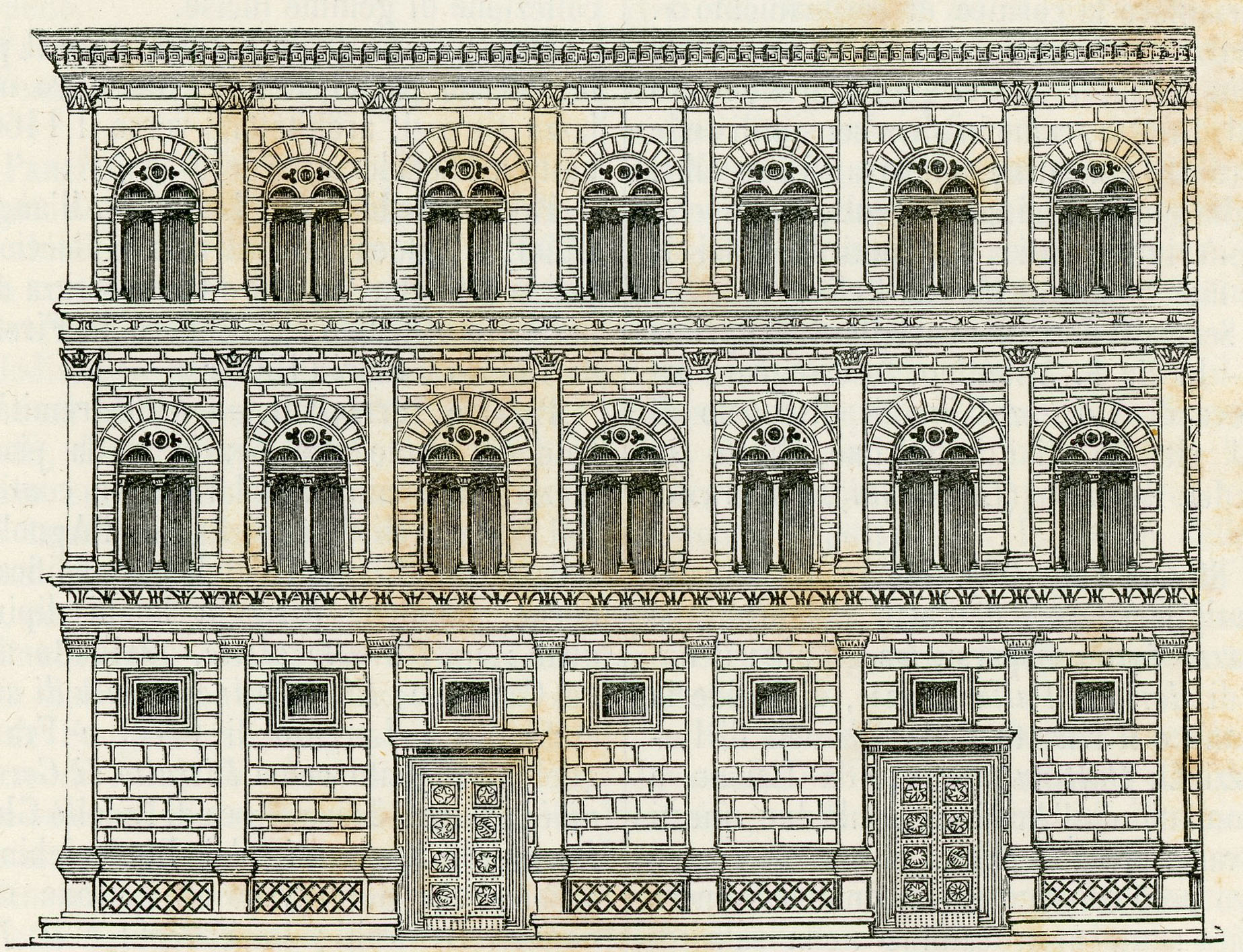
Чертёж фасада. Ксилография. 1894
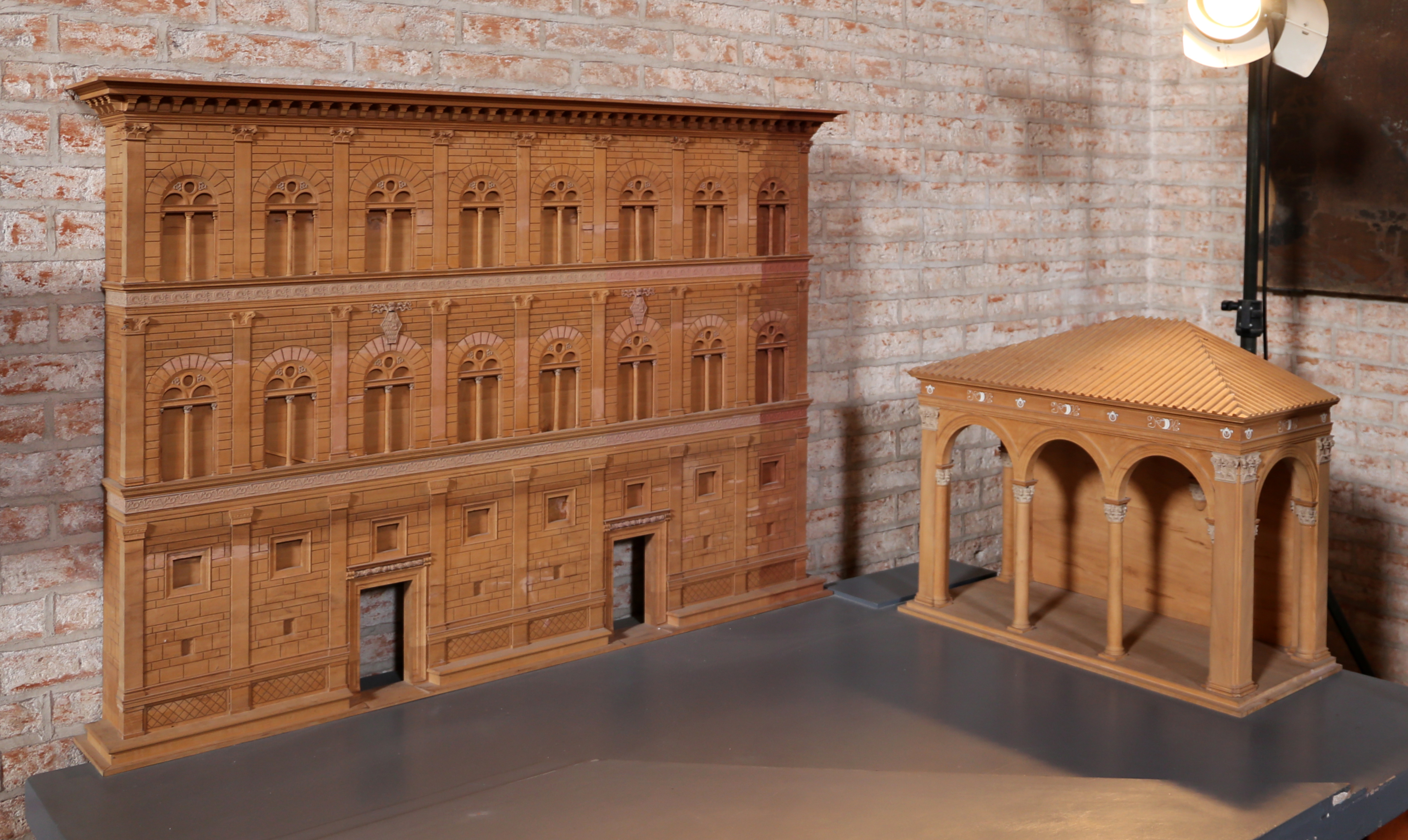
Площадь Ручеллаи. Макет Л. Б. Альберти
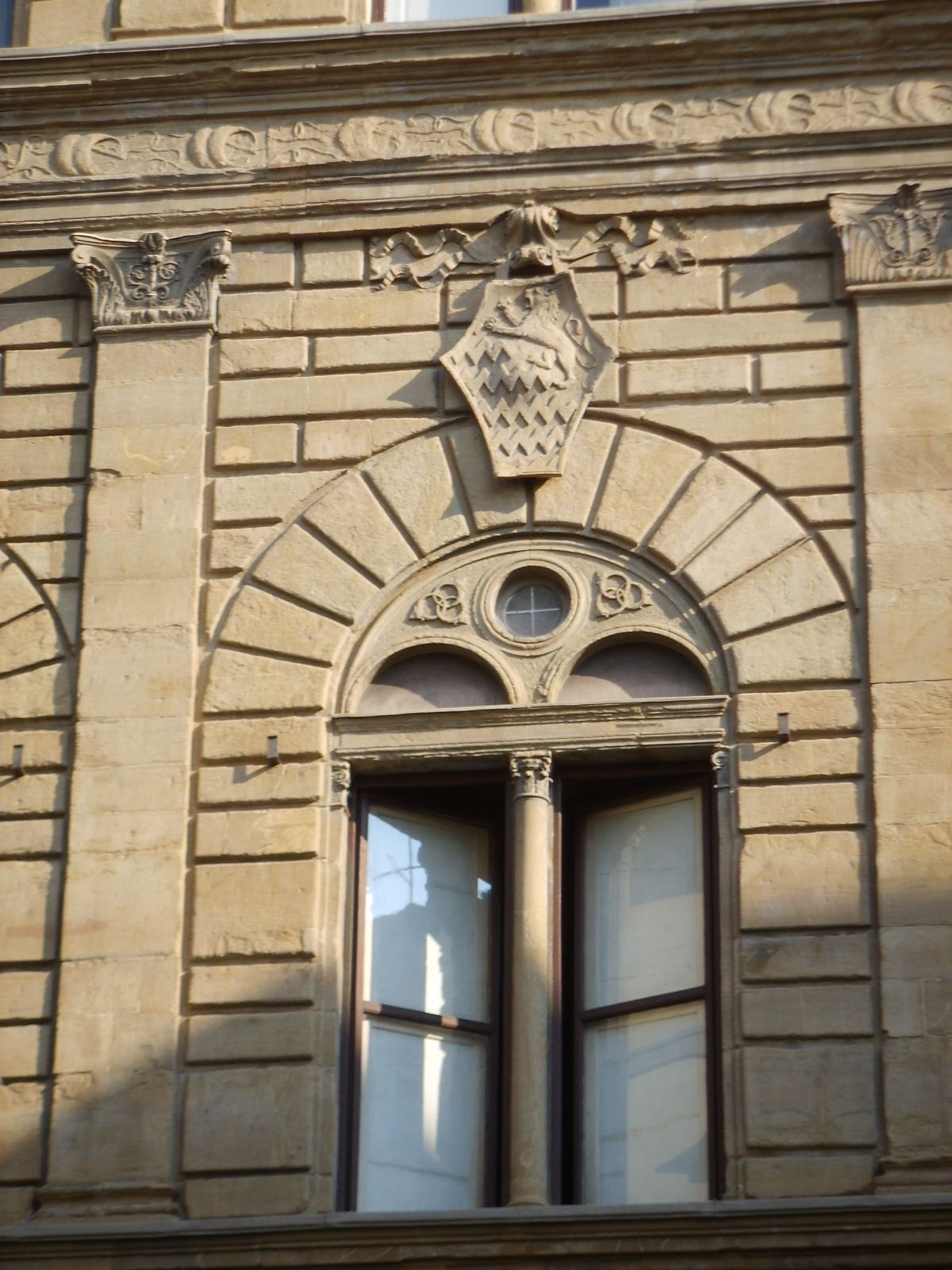
Окно Палаццо
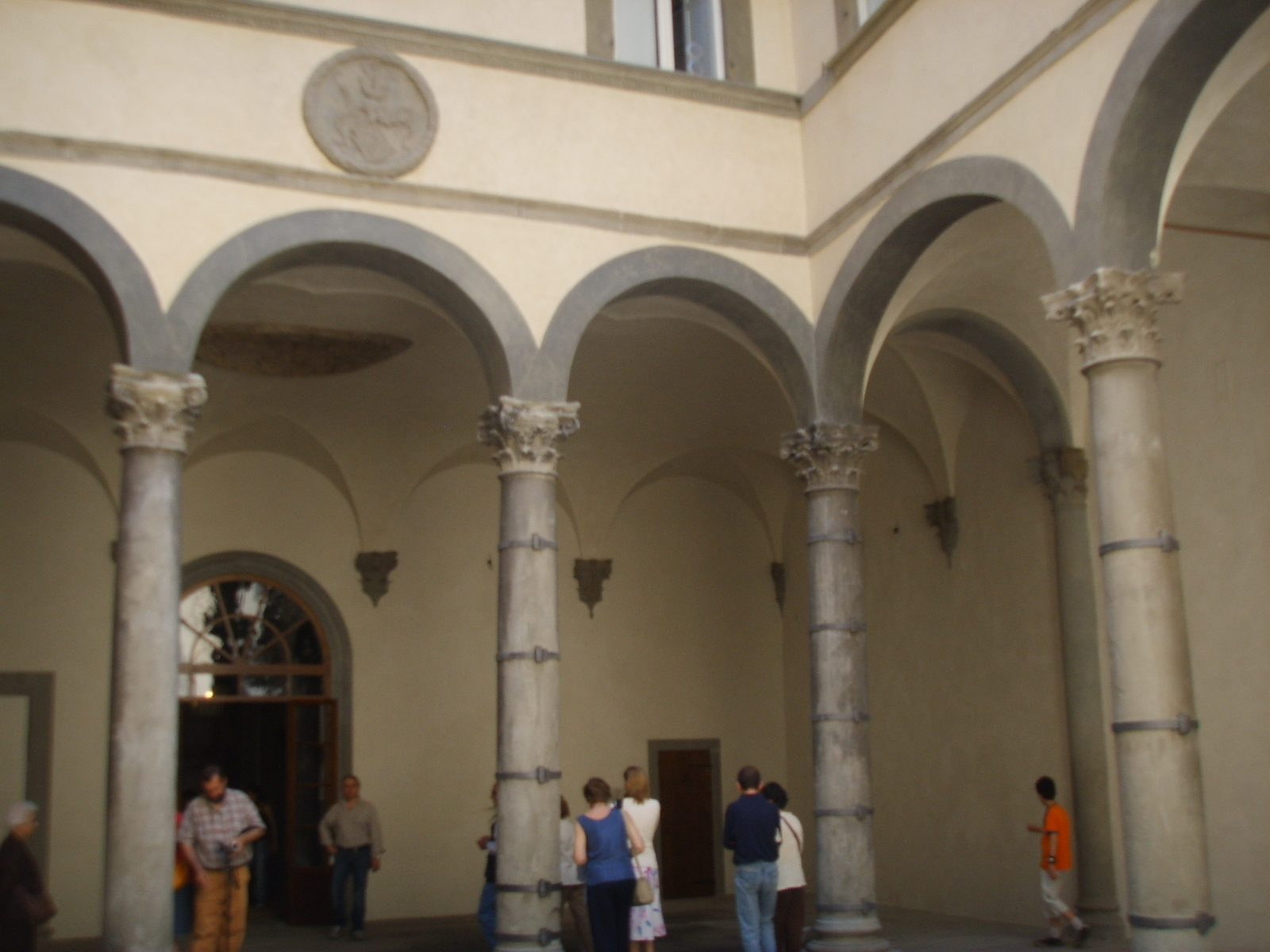
Внутренний дворик (корителе) палаццо
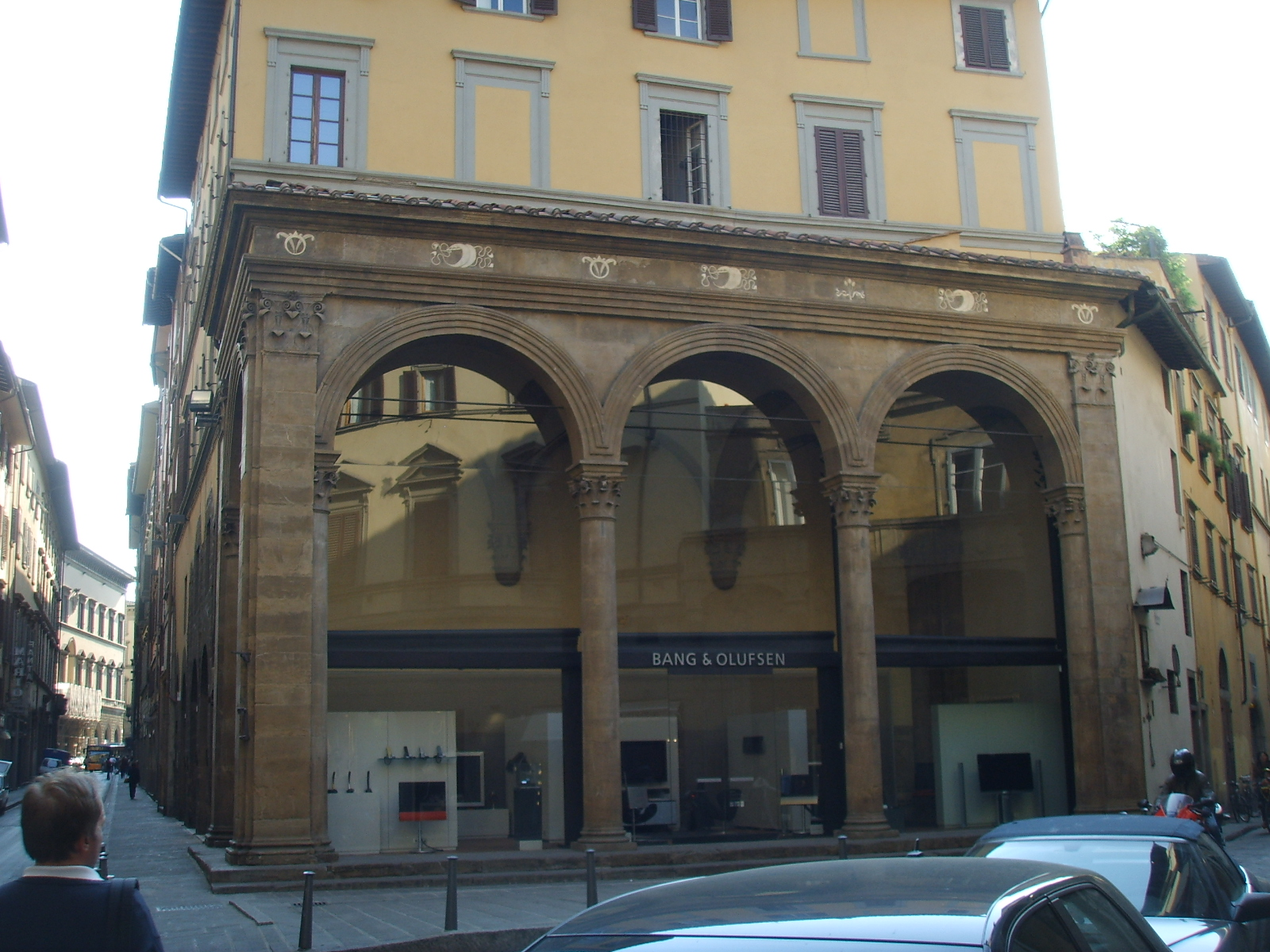
Лоджия Ручеллаи